# جو اوکریول
جو اوکریول (انگلیسی: Joe O'Cearuill؛ زادهٔ ۹ فوریهٔ ۱۹۸۷) بازیکن فوتبال اهل انگلستان است.
از باشگاه‌هایی که در آن بازی کرده‌است می‌توان به توتینگ اند میتچام یونایتد، اینفیلد تاون، آرسنال، بارنت، هارینگی بورو، فارست گرین راورز، هارلو تاون، بیشاپس استورتفورد، بورم‌وود، برایتون اند هوو آلبیون، لیتون اورینت، هارینگی بورو، هیبریج، دوور اتلتیک، استاینز تاون اشاره کرد.
وی همچنین در تیم ملی فوتبال جمهوری ایرلند بازی کرده‌است.